# Armeria (Natura 2000)
Armenia (kod PLH120091) – specjalny obszar ochrony siedlisk sieci Natura 2000, zlokalizowany na terenie województwa małopolskiego. Obszar obejmuje powierzchnię 7,39 ha. Teren wyznaczony został w celu długotrwałego zabezpieczenia naturalnych siedlisk przyrodniczych takich jak murawy galmanowe Violetalia calaminariae.